# أوجين كوربن
أوجين كوربن هو سياسي فرنسي، ولد في 1800 في بورج في فرنسا، وتوفي في 1874 في فرنسا.